# Persone di nome Rubén/Calciatori
| Questa pagina contiene informazioni ricavate automaticamente dalle voci biografiche con l'ausilio del template Bio e di un bot. L'aggiornamento è periodico e automatico e ricostruisce completamente la pagina. Se manca una persona in questa lista, sei pregato di non aggiungerla, ma accertati piuttosto che la sua voce biografica contenga il template Bio e che i dati anagrafici siano correttamente compilati. Se il template Bio manca, inseriscilo tu stesso o, in alternativa, metti l'avviso {{tmp\|Bio}} che ne segnala la mancanza. Se i dati riportati sono sbagliati, correggi direttamente la voce biografica; le modifiche saranno visibili in questa lista entro pochi giorni. Per chiarimenti vedi il progetto antroponimi. La lista contiene solo le 84 persone che sono citate nell'enciclopedia e per le quali è stato implementato correttamente il template Bio. Pagina aggiornata al 6 ago 2025. |

Questa è una lista di persone presenti nell'enciclopedia che hanno il nome Rubén e sono calciatori.

## A(3)
- Rubén Agüero, ex calciatore argentino (Luján de Cuyo, n. 1960)
- Rubén Alcaraz, calciatore spagnolo (Barcellona, n. 1991)
- Rubén Arocha, calciatore venezuelano (Caracas, n. 1987)

## B(7)
- Rubén Bascuñán, ex calciatore cileno (Santiago, n. 1982)
- Rubén Belima, ex calciatore spagnolo (Móstoles, n. 1992)
- Rúben Bentancourt, calciatore uruguaiano (Salto, n. 1993)
- Rubén Blanco, calciatore spagnolo (Mos, n. 1995)
- Rubén Botta, calciatore argentino (San Juan, n. 1990)
- Rubén Bover, calciatore spagnolo (Palma di Maiorca, n. 1992)
- Rubén Bustos, ex calciatore colombiano (Villa del Rosario, n. 1981)

## C(6)
- Rubén Cano, ex calciatore argentino (San Rafael, n. 1951)
- Rubén Castro, ex calciatore spagnolo (Las Palmas de Gran Canaria, n. 1981)
- Martín Colombo, ex calciatore uruguaiano (Mercedes, n. 1985)
- Rubén Corbo, ex calciatore uruguaiano (n. 1952)
- Rubén Cordano, calciatore boliviano (n. 1998)
- Rubén Correa, ex calciatore peruviano (n. 1941)

## D(7)
- Rubén Del Campo, calciatore svizzero (Friburgo, n. 2000)
- Rubén Toribio Díaz, ex calciatore peruviano (Lima, n. 1952)
- Rubén Díez, calciatore spagnolo (Saragozza, n. 1993)
- Rubén Duarte, calciatore spagnolo (Almería, n. 1995)
- Rubén Dundo, ex calciatore argentino (San Isidro, n. 1967)
- Rubén Oswaldo Díaz, calciatore e allenatore di calcio argentino (Buenos Aires, n. 1946 - Buenos Aires, † 2018)
- Rubén dos Santos, ex calciatore uruguaiano (Montevideo, n. 1969)

## E(2)
- Rubén Epitié, ex calciatore spagnolo (Manresa, n. 1983)
- Rubén Espinoza, ex calciatore cileno (Tomé, n. 1961)

## F(1)
- Rubén Farfán, calciatore cileno (Valparaíso, n. 1991)

## G(12)
- Rubén Garcete, ex calciatore e dirigente sportivo paraguaiano (Asunción, n. 1941)
- Rubén García Santos, calciatore spagnolo (Valencia, n. 1993)
- Rubén García Canales, calciatore spagnolo (Elche, n. 1998)
- Rubén Giacobetti, ex calciatore argentino (Buenos Aires, n. 1956)
- Rubén Darío Gigena, ex calciatore argentino (Bahía Blanca, n. 1980)
- Rubén Giordano, ex calciatore argentino (Ramallo, n. 1955)
- Rubén Glaria, ex calciatore argentino (Bella Vista, n. 1948)
- Rubén Adán González, ex calciatore uruguaiano (n. 1939)
- Rubén González Alves, calciatore spagnolo (Rio de Janeiro, n. 1994)
- Rubén González Rocha, ex calciatore spagnolo (Santiago di Compostela, n. 1982)
- Rubén Gracia, ex calciatore spagnolo (Saragozza, n. 1981)
- Rubén Marcelo Gómez, ex calciatore argentino (Adrogué, n. 1984)

## I(1)
- Rubén Iglesias, ex calciatore argentino

## J(1)
- Rubén Jurado, calciatore spagnolo (Siviglia, n. 1986)

## L(2)
- Rubén Lezcano, calciatore paraguaiano (Repatriación, n. 2004)
- Rubén Luna, ex calciatore messicano (Ciudad Victoria, n. 1992)

## M(13)
- Rubén Magdalena, calciatore argentino (Llavallol, n. 1942 - † 2002)
- Rubén Maldonado, ex calciatore paraguaiano (Asunción, n. 1979)
- Rubén Marcos, calciatore cileno (Osorno, n. 1942 - Osorno, † 2006)
- Rubén Marroquín, calciatore salvadoregno (Cuscatancingo, n. 1992)
- Rubén Martínez, ex calciatore cileno (Santiago del Cile, n. 1964)
- Rubén Martínez, ex calciatore spagnolo (Coristanco, n. 1984)
- Rubén Pulido, ex calciatore spagnolo (Madrid, n. 1979)
- David Martínez, calciatore argentino (Avellaneda, n. 2004)
- Rubén Merighi, ex calciatore argentino (Rosario, n. 1941)
- Rubén Montoya, ex calciatore argentino (Buenos Aires, n. 1940)
- Rubén Morales, calciatore guatemalteco (n. 1987)
- Rubén Morán, calciatore uruguaiano (Montevideo, n. 1930 - Montevideo, † 1978)
- Rubén Miño, calciatore spagnolo (Cornellà de Llobregat, n. 1989)

## P(9)
- Rubén Pagnanini, ex calciatore argentino (San Nicolás de los Arroyos, n. 1949)
- Rubén Palazuelos, calciatore spagnolo (Santander, n. 1983)
- Rubén Pardo, calciatore spagnolo (Logroño, n. 1992)
- Roberto Paredes, ex calciatore paraguaiano (Asunción, n. 1955)
- Rubén Pereira, ex calciatore uruguaiano (Montevideo, n. 1968)
- Rubén Pérez del Mármol, calciatore spagnolo (Écija, n. 1989)
- Rubén Peña, calciatore spagnolo (Avila, n. 1991)
- Leonardo Pico, calciatore colombiano (El Cocuy, n. 1991)
- Rubén Pulido Peñas, calciatore spagnolo (Madrid, n. 2000)

## R(7)
- Rubén Ramírez, ex calciatore argentino (Margarita, n. 1982)
- Rubén Alejandro Ramírez, calciatore venezuelano (Caracas, n. 1995)
- Rayo, ex calciatore spagnolo (Elche, n. 1986)
- Rubén Rochina, calciatore spagnolo (Sagunto, n. 1991)
- Darío Rojas, ex calciatore argentino (Buenos Aires, n. 1960)
- Rubén Dario Rossi, ex calciatore argentino (Buenos Aires, n. 1973)
- Rubén Ruiz Díaz, ex calciatore paraguaiano (Asunción, n. 1969)

## S(6)
- Rubén Suárez Estrada, ex calciatore spagnolo (Gijón, n. 1979)
- Rubén Sobrino, calciatore spagnolo (Daimiel, n. 1992)
- Rubén Soria, ex calciatore uruguaiano (n. 1935)
- Rubén Héctor Sosa, calciatore argentino (Las Parejas, n. 1936 - Buenos Aires, † 2008)
- Rubén Suñé, calciatore e allenatore di calcio argentino (Buenos Aires, n. 1947 - Buenos Aires, † 2019)
- Rubén Sánchez, calciatore spagnolo (Barcellona, n. 2001)

## T(3)
- Rubén Tanucci, ex calciatore argentino (Avellaneda, n. 1964)
- Rubén Techera, ex calciatore uruguaiano (n. 1946)
- Rubén Tufiño, ex calciatore boliviano (Santa Cruz de la Sierra, n. 1970)

## V(3)
- Rúben Ismael, calciatore portoghese (Pardilhó, n. 1997)
- Rubén Vallejos, ex calciatore cileno (Parral, n. 1967)
- Rubén Velásquez, ex calciatore colombiano (Pueblo Rico, n. 1975)

## Z(1)
- Rubén Zamponi, ex calciatore argentino (Buenos Aires, n. 1986)